# Corps Normannia Berlin
Le Corps Normannia Berlin est une fraternité étudiante combattante et portant couleur (de) dans les universités de Berlin.

## Histoire
Normannia est fondée le 3 février 1842 sous le nom de Cerevesia ou Weltkneipe. En février 1845, elle se déclare Landsmannschaft Normannia. En juillet 1855, une nette majorité de la Landsmannschaft décide de continuer à exister en tant que corps. Celui-ci rejoint le Berliner SC et donc la KSCV. Certains membres de l'ancienne Landsmannschaft ne sont pas d'accord avec cette évolution, ils quittent le corps et fondent une nouvelle Landsmannschaft du même nom au semestre d'hiver 1855/56. Le public étudiant n'en a apparemment pas connaissance. On voit une Landsmannschaft avant et une Landsmannschaft après et on suppose donc, sans connaître les tenants et les aboutissants, qu'il s'agit d'une seule et même confédération dont le corps nouvellement apparu sur la scène s'est retiré. Il y a à l'époque une procédure devant le tribunal universitaire, au cours de laquelle l'inventaire du Bund est attribué au Corps en tant que successeur légitime. La (nouvelle) Landsmannschaft doit modifier son cercle, entre autres par l'ajout d'une barre transversale, afin de le distinguer de celui du Corps qu'elle a conservé.
Dans une mauvaise appréciation des circonstances décrites, la Landsmannschaft est communément appelée Palaio-Normannia (= Ancienne Normannia). De féroces rivalités entre les deux fédérations en sont le résultat. Les mensurs entre leurs membres ont été les plus sanglantes du SC. La Landsmannschaft Normannia qui est restée aux côtés du Corps devient la Berliner Burschenschaft Normannia (de) en 1924.
En 1925, Normannia est le corps de banlieue président du KSCV et fournit Conrad Stolte comme orateur de banlieue à Kösen. Pendant l'ère national-socialiste, le corps est mis au pas en 1935 et continue à fonctionner comme une camaraderie. Dans l'après-guerre, Normannia, comme tous les autres corps, reste interdit par une décision du Conseil de contrôle allié. Le corps se reconstitue le 23 octobre 1950 à Hambourg, mais retourne le 31 mars 1953 à Berlin,.

## Maisons de corps
Derrière l'immeuble locatif construit dans la Linienstraße (de) en 1826, auquel un bâtiment latéral est ajouté en 1857, Normannia construit une maison de corps en 1909 dans la deuxième cour de la propriété par l'architecte Fedor Feit pour le compte de Normannia AG en tant que constructeur. L'ensemble du complexe est désormais sous la garde de la préservation des monuments.
Le 27 juin 1930, dans le cadre de la 88e fête de la fondation, le Corps emménage dans la deuxième maison du Corps, située dans la forêt de Grunewald. Elle est construite d'après les plans de Heinz Oppermann. Le programme des pièces comprend au rez-de-chaussée, en plus de la salle de réception et de la salle à manger, des pièces de service et l'appartement du serviteur du Corps, au premier étage la salle de bar avec la galerie de musique, un jardin d'hiver et la salle des anciens, au deuxième étage la salle du CC, le bureau des chargés, quatre salles d'habitation pour les actifs et le grenier de la salle de répétition. Les combles abritent deux chambres d'hébergement supplémentaires.

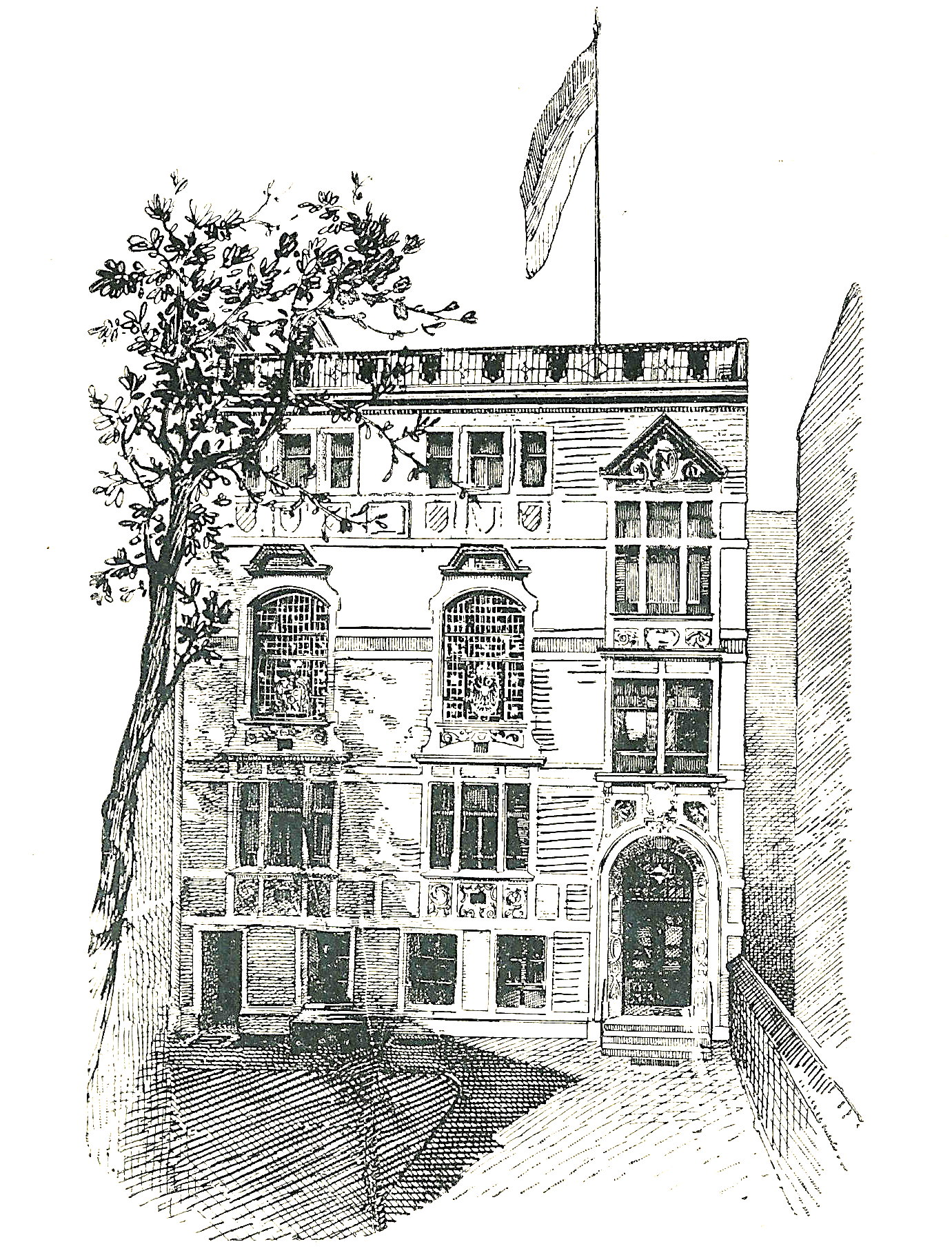
1re maison à Mitte
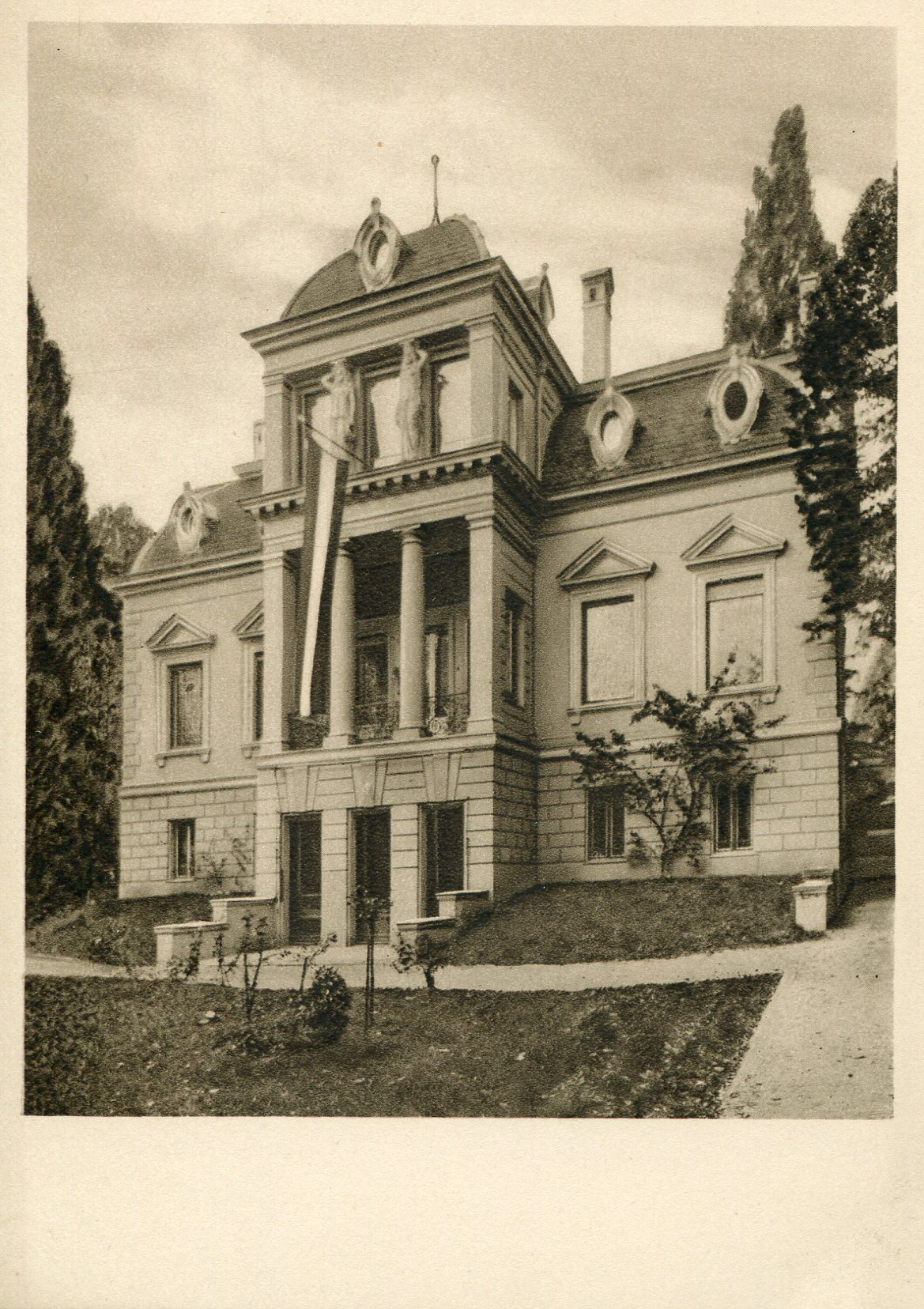
2e maison à Grunewald
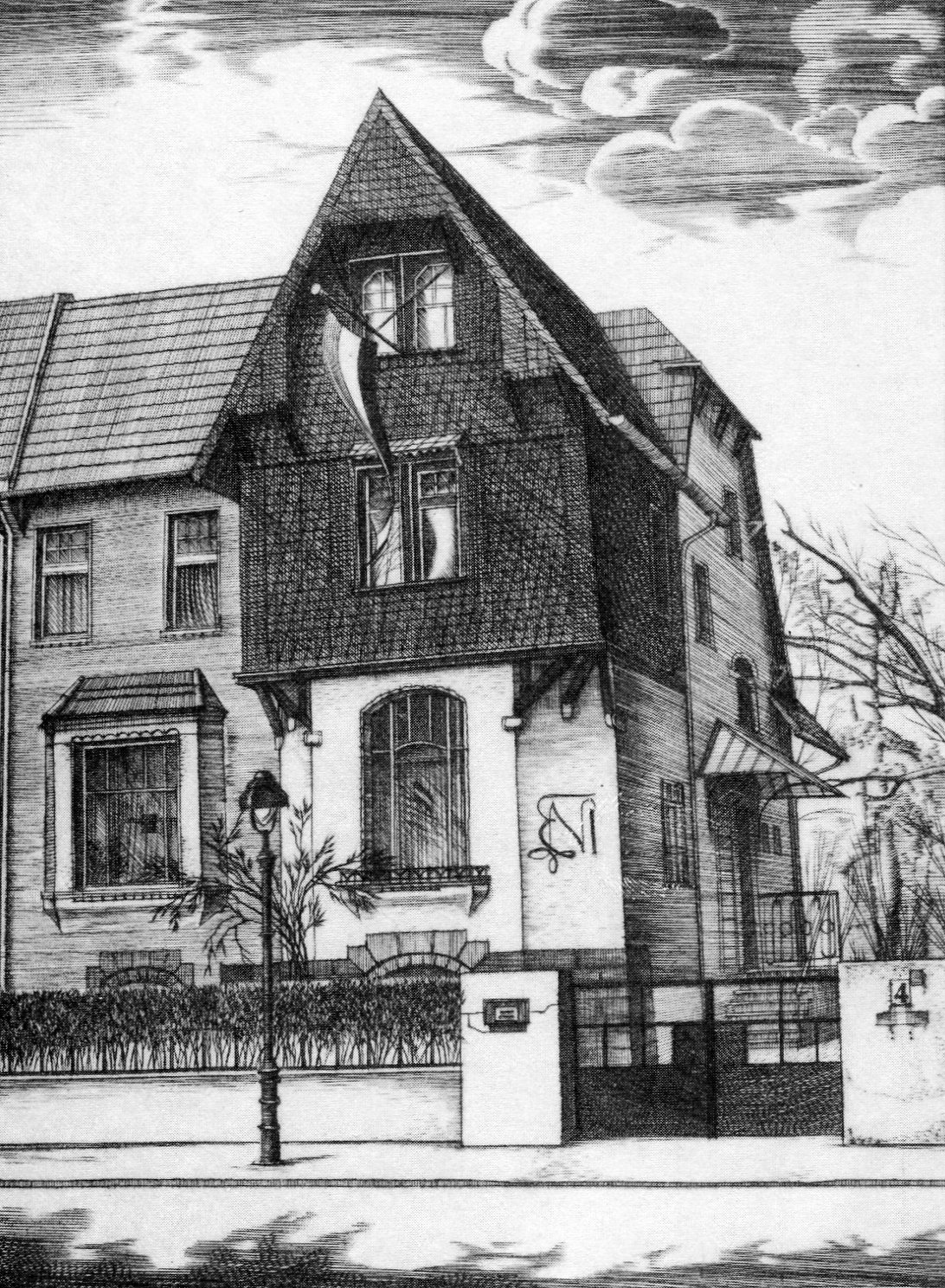
3e maison à Westend
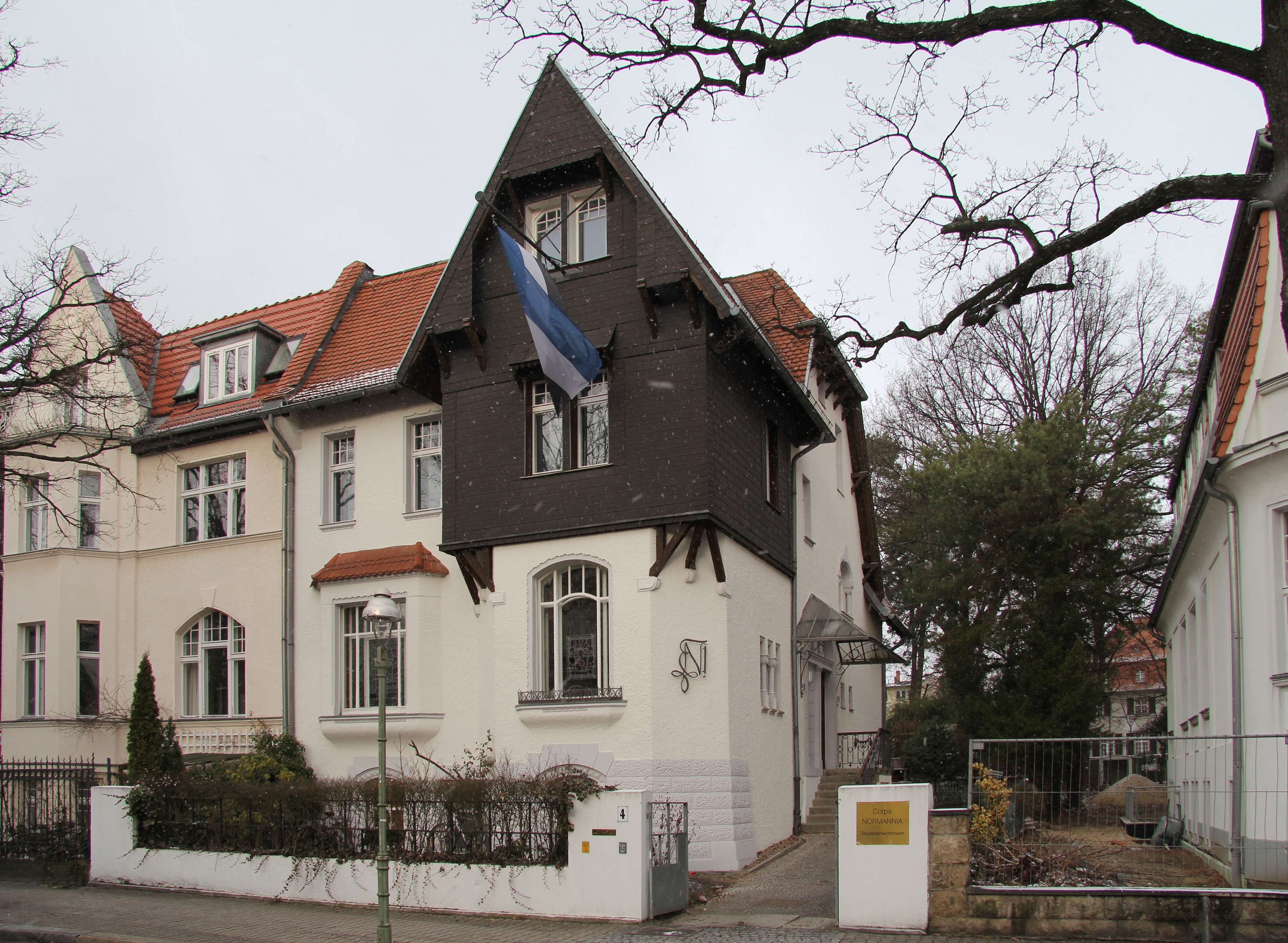
La maison du corps d'aujourd'hui

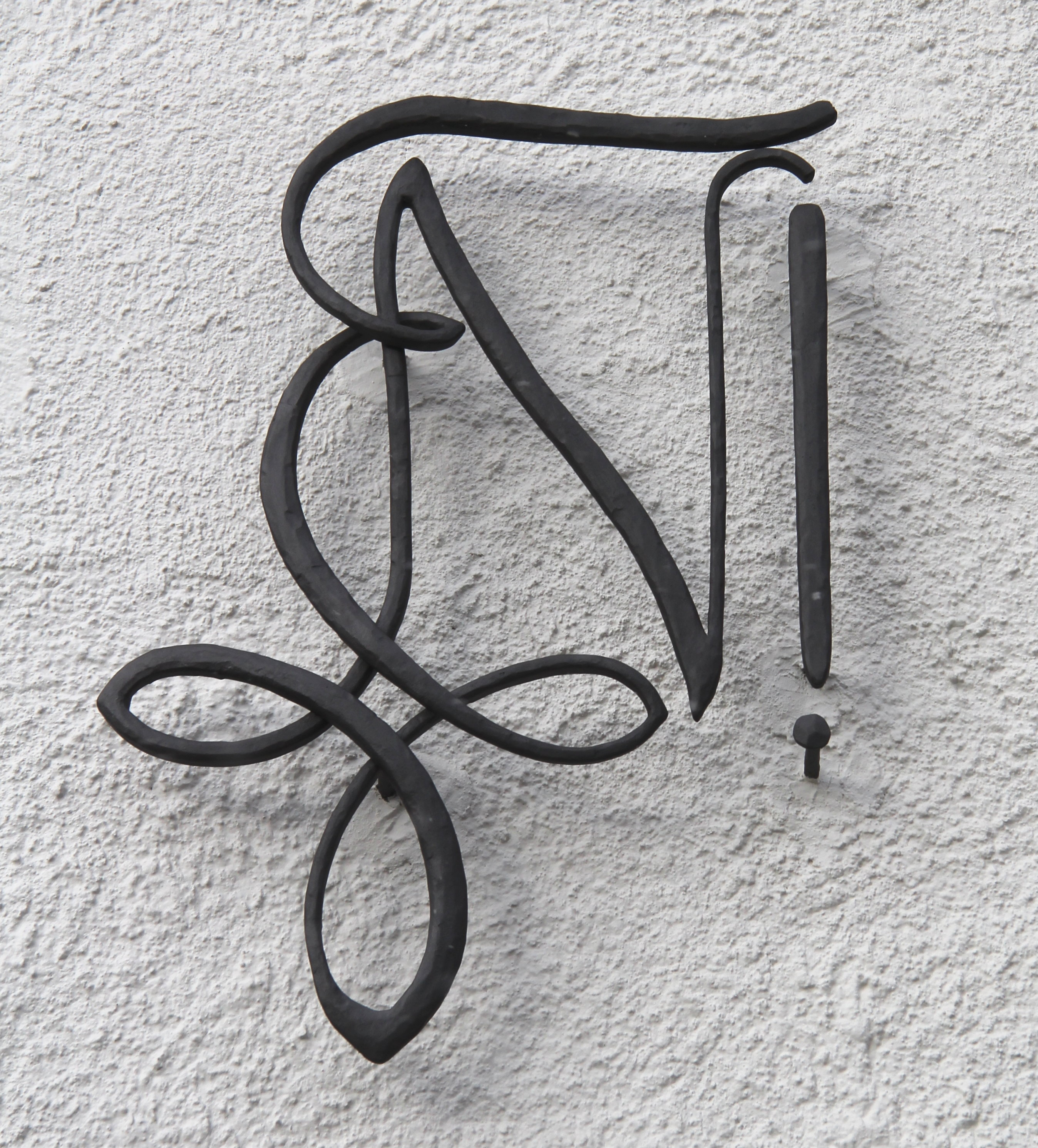
Compas sur le mur de la maison du corps
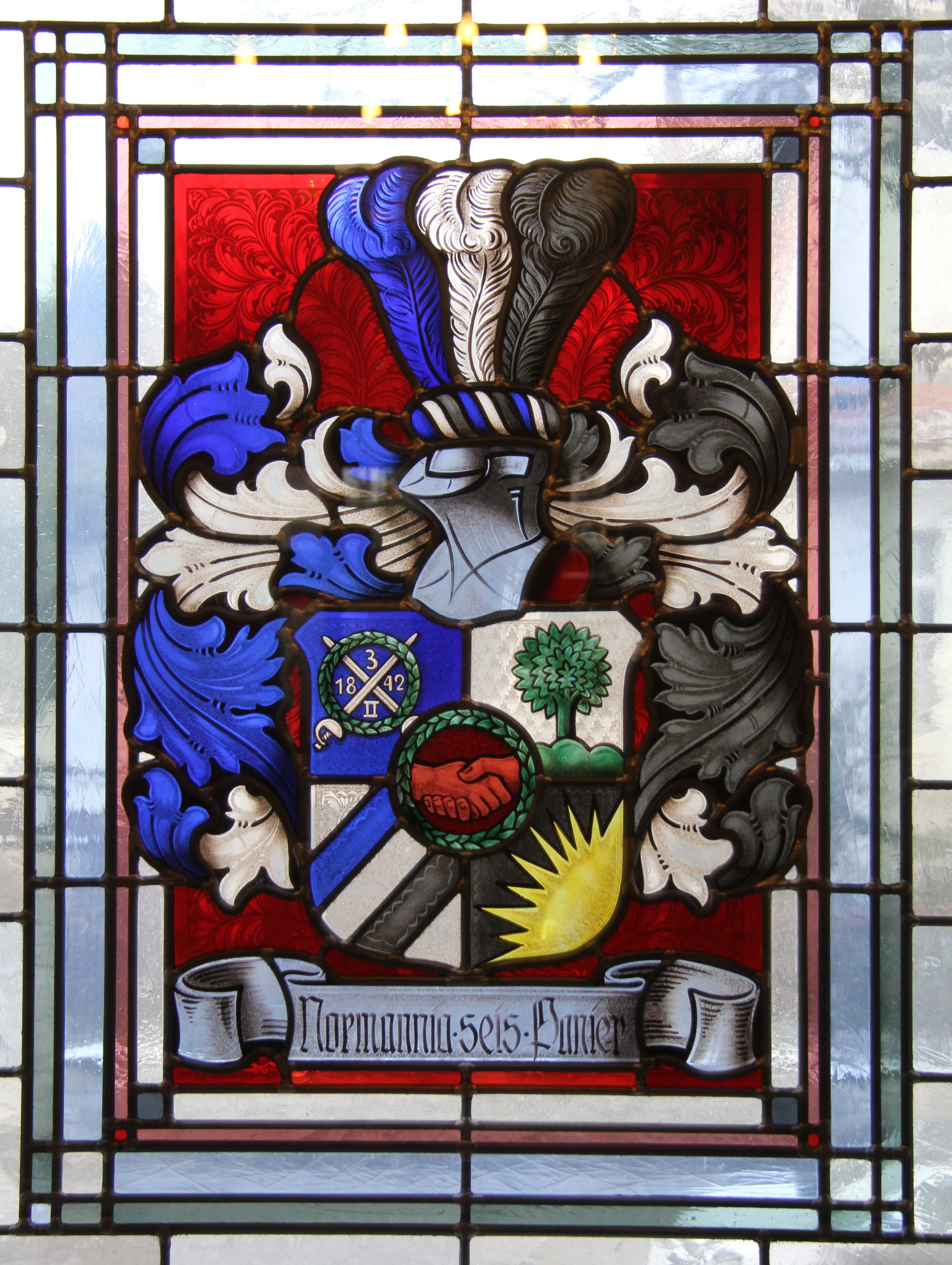
Armoiries en vitrail

## Membres notables
Par ordre alphabétique

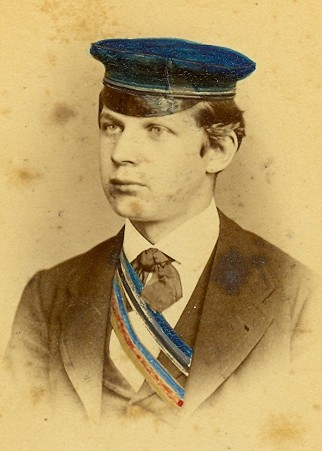
Louis Viereck

- Helmut Allardt (de) (1907-1987), ambassadeur
- Wilhelm Begemann (de) (1843-1914), historien de la franc-maçonnerie
- Max Begemann (de) (1877-1949), fils de Wilhelm Begemann, chanteur
- Eckhart Dietrich (de) (né en 1937), juge président à la Cour supérieure
- Heinrich Erythropel (de) (1865-1940), ministre d'État
- Hanns Heinz Ewers (1871-1943), écrivain
- Julius Falkenstein (de) (1842-1917), médecin et voyageur en Afrique
- Fritz Feinhals (de) (1869-1940), chanteur de chambre
- Wilhelm Filehne (de) (1844–1927), pharmacologue
- Rudolf Focke (de) (1852-1918), bibliothécaire
- Herbert Gardemin (de) (1904-1968), orthopédiste
- Felix Genzmer (1878–1959), historien du droit et universitaire scandinave
- Leopold Gerlach (de) (1834-1917), éducateur et scientifique culturel
- Anton Gründler (de) (1829–1894), juge de district, député de la chambre des représentants de Prusse
- Max Hartmann (de) (1841-1926), premier président du tribunal régional supérieur de Düsseldorf
- Ernst Hein (de) (1887–1950), avocat administratif allemand et fonctionnaire municipal, membre du NSDAP et SS
- Friedrich Hielscher (1902–1990), publiciste
- Hugo Hoffmann (de) (1838–1893), président du tribunal régional, député de la chambre des représentants de Prusse
- Johannes Hoßfeld (de) (1879–1946), fondateur de la protection douanière des frontières
- Jürgen Kanzow (de) (1938–1997), pionnier des communications à large bande
- Hermann Koechling (de) (1867-1936), avocat et notaire, président de la société civile de Bochum Harmonie
- Friedrich Krause (de) (1856–1925), officier du bâtiment
- Robert Krause (de) (1831-1913), conseiller juridique paysagiste, député de la chambre des représentants de Prusse
- Lothar Kreuz (de) (1888-1969), orthopédiste, dernier recteur de l'Université Frédéric-Guillaume de Berlin
- Michael Kühne (de) (né en 1949), métrologue
- Georg Lang von Langen (de) (1868-1945), directeur de l'arrondissement d'Altkirch (de) et Erstein (de), vice-premier magistrat à Sigmaringen, administrateur de l'arrondissement de Ziegenrück, premier magistrat à Sulz (de), premier magistrat et administrateur du grand-bailliage de Gaildorf
- Günther Lummert (de) (1903-1968), avocat
- Fritz Mussehl (1885-1965), secrétaire d'État
- Ullrich Nauck (de) (1852–1923), administrateur de l'arrondissement d'Iserlohn (de)
- Werner Ranz (de) (1893–1970), avocat et notaire, président du VAC
- Karl-Ferdinand Reuss (de) (1907-1973), avocat
- Alfons Sack (de) (1887-1945), avocat
- Rudolph Schenck zu Schweinsberg (de) (1855-1911), administrateur de l'arrondissement de Kirchhain, chambellan, député du parlement communal de l'électorat de Hesse
- Bernhard Schlegel (de) (1913-1987), professeur de médecine interne
- Heinrich Schoppen (de), (1860–1933), premier maire de Gniezno, maire de Łódź, maire de Marlow
- Jean Louis Sponsel (de) (1858-1930), historien de l'art
- Eberhardt Sturm (de) (1889-1973), industriel, fabricant de tuiles
- Ferdinand Trautmann (de) (1833-1902), médecin ORL, médecin conseil, maître de conférences à la Charité
- Louis Viereck (de) (1851-1922), journaliste et naturopathe, député du Reichstag
- Hugo von Waldeyer-Hartz (1876-1942), écrivain naval
- Karl Hans Walther (de) (1895–1965), médecin général de la Wehrmacht, général de division de la NVA
- Fritz Max Weiss (de) (1877–1955), spécialiste de la Chine, ambassadeur
- Ernst von Werdeck (de) (1849–1905), député du Reichstag
- Horst Wessel (1907-1930), Sturmführer SA

## Relations avec les autres corps
Normannia Berlin est membre du cercle noir (de) du Kösener Senioren-Convents-Verband et entretient les relations suivantes avec d'autres corps :
cartel
Borussia Greifswald (de)
Nassovia Würzburg
Saxonia Kiel
Rhenania Bonn (de)
Baruthia (de)
relations amicales
Silesia (de)
Borussia Halle
Suevia München (de)
Suevia Straßburg
Thuringia Leipzig (de)
Hansea Königsberg (défunt)
Alemannia Wien zu Linz (de)
Montania Leoben
Vandalia Graz
Gothia Innsbruck (de)
Saxonia Constanz
représentations officielles
Hassia-Gießen zu Mainz
Saxonia Hann. Münden (de) (défunt)